# ثيودور د. بارسونز
ثيودور د. بارسونز (بالإنجليزية: Theodore D. Parsons)‏ هو محامي وسياسي أمريكي، ولد في 24 مايو 1894، وتوفي في 1983.